# 百联ZX创趣场

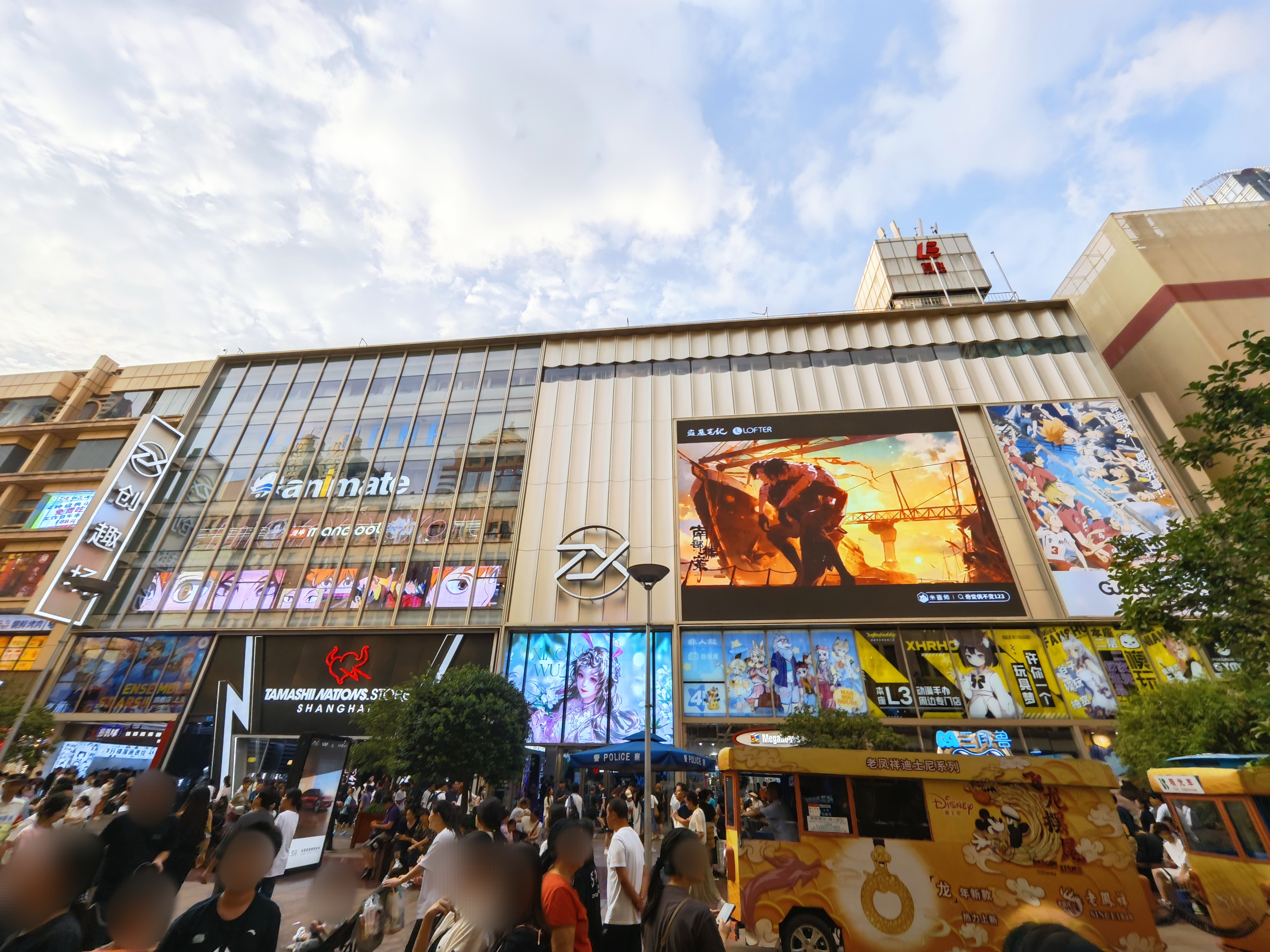
百联ZX创趣场

百联ZX创趣场內的萌果酱谷子咖啡

百联ZX创趣场是一个位於中华人民共和国上海市黃浦區南京東路一個以ACG為主題的商場，由百聯集團運營。該商場前身是上海中联商厦以及上海华联商厦。

## 歷史
1993年11月，上海中联商厦建成，是「上海交电家电商业（集团）公司」和中华人民共和国商务部联营的零售企业。营业面积5400平方米，经营服装、家用电器等2万种商品。

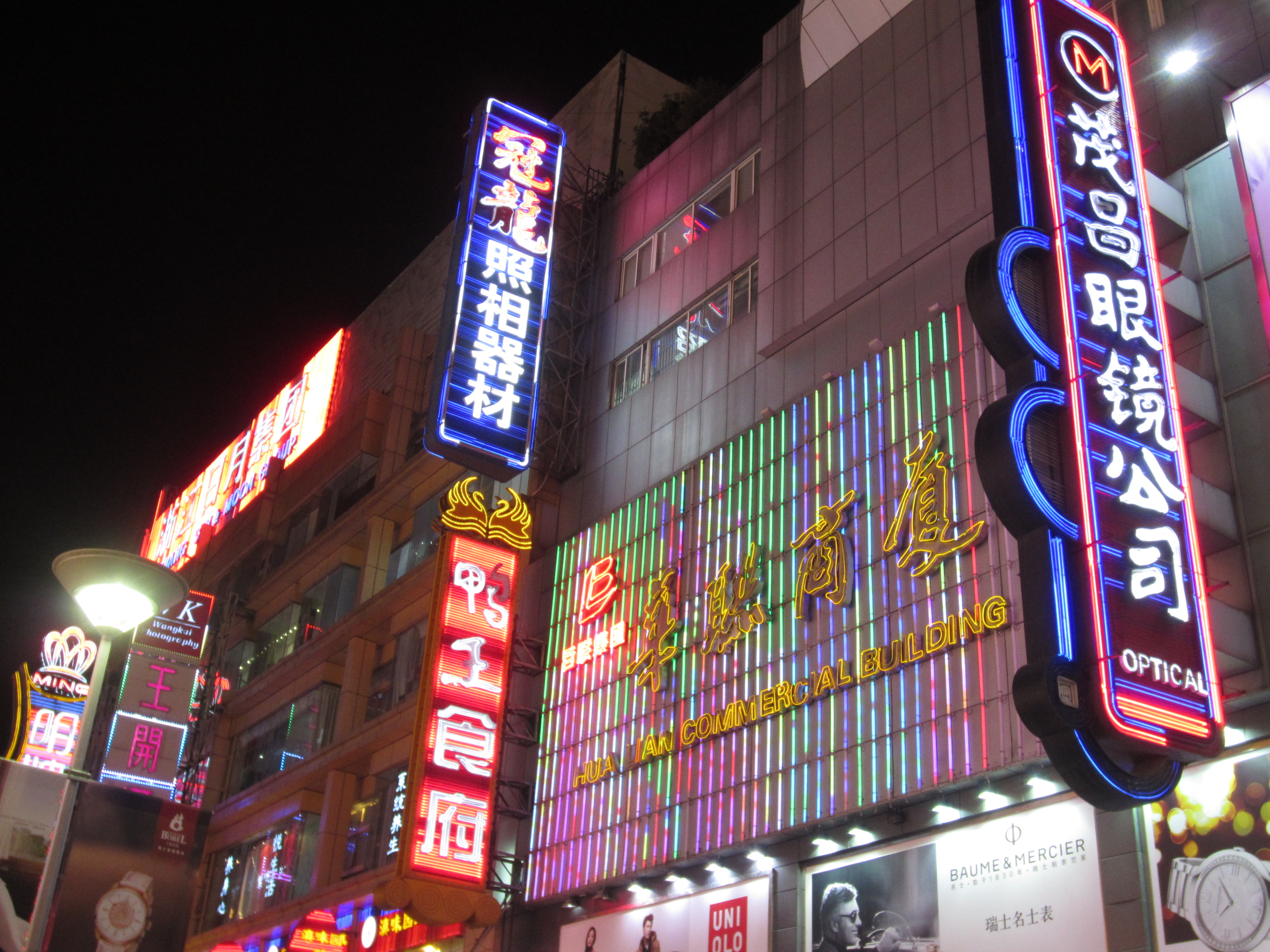
华联商厦时期（2015年）

2006年，南京东路上的原上海华联商厦恢復舊名永安百货，百联集团將上海中联商厦更名為上海华联商厦。
2022年2月28日，上海华联商厦暫時關門。同年年底，上海华联商厦更新改造工程啟動。
2023年1月15日，改造完成的原华联商厦開業，並且更名為百联ZX创趣场。
2025年5月1日，世嘉在百聯ZX創趣場開設全球首家旗舰店，也是世嘉全球首家销售游戏角色周边的常设门店。